# Liste der denkmalgeschützten Objekte in Viehdorf
Die Liste der denkmalgeschützten Objekte in Viehdorf enthält die 8 denkmalgeschützten, unbeweglichen Objekte der Gemeinde Viehdorf im niederösterreichischen Bezirk Amstetten.

## Denkmäler
| Foto |                 | Denkmal                                                                            | Standort                               | Beschreibung | Metadaten |
| ---- | --------------- | ---------------------------------------------------------------------------------- | -------------------------------------- | --- | --- |
| ja   | Datei hochladen | Schloss Hainstetten HERIS-ID: 31496 Objekt-ID: 28462                               | Hainstetten 1 Standort KG: Hainstetten | Eine zweigeschoßige Dreiflügelanlage, die 1524 errichtet, 1578 aus- und umgebaut und im 19. Jahrhundert stark verändert wurde. Die vorgesetzte Kapelle mit Dachreiter und Zwiebelhelm im Westen wurde 1673 geweiht. | BDA-Hist.: Q37942652 Status: § 2a Stand der BDA-Liste: 2025-06-30 Name: Schloss Hainstetten GstNr.: 5/1, 5/2, 5/4 Schloss Hainstetten                                   |
| ja   | Datei hochladen | Schloss Seisenegg samt Eiskeller und 2 Rundtürmen HERIS-ID: 31497 Objekt-ID: 28464 | Seisenegg 1 Standort KG: Seisenegg     | Eine auf einem Felsrücken errichtete Schlossanlage, deren Kernsubstanz eine mittelalterliche Doppelburganlage ist und die von 1660 bis 1680 umfassend ausgebaut wurde.                                              | BDA-Hist.: Q2243493 Status: Bescheid Stand der BDA-Liste: 2025-06-30 Name: Schloss Seisenegg samt Eiskeller und 2 Rundtürmen GstNr.: .1, .2, 5 Schloss Seisenegg        |
| ja   | Datei hochladen | Meierhof des Schlosses Seisenegg HERIS-ID: 31499 Objekt-ID: 28466                  | Seisenegg 3 Standort KG: Seisenegg     | Ein vierflügeliger und zweigeschoßiger Bau mit einer Substanz aus dem 17. Jahrhundert und einer repräsentativen Hauptfassade aus dem zweiten Viertel des 18. Jahrhunderts.                                          | BDA-Hist.: Q37942680 Status: Bescheid Stand der BDA-Liste: 2025-06-30 Name: Meierhof des Schlosses Seisenegg GstNr.: 15 Meierhof des Schlosses Seisenegg                |
| ja   | Datei hochladen | Wohnhaus, Gräfenstöckl HERIS-ID: 31503 Objekt-ID: 28470                            | Seisenegg 26 Standort KG: Seisenegg    | Ein eingeschoßiger rechteckiger Bau auf einem hohen Sockel, der 1623 errichtet und 1979 renoviert wurde. | BDA-Hist.: Q37942712 Status: Bescheid Stand der BDA-Liste: 2025-06-30 Name: Wohnhaus, Gräfenstöckl GstNr.: .5/2                                                         |
| ja   | Datei hochladen | Schüttkasten HERIS-ID: 31502 Objekt-ID: 28469                                      | Seisenegg Standort KG: Seisenegg       | Ein Getreidespeicher mit einer Kernsubstanz aus dem 17. Jahrhundert und einer klassizistischen Fassade. | BDA-Hist.: Q37942703 Status: Bescheid Stand der BDA-Liste: 2025-06-30 Name: Schüttkasten GstNr.: .6/1 Schüttkasten Seisenegg                                            |
| ja   | Datei hochladen | Bauernhof (Anlage), ehem. Kirchenwirt HERIS-ID: 64534 Objekt-ID: 77268             | Dorfplatz 1 Standort KG: Viehdorf      | Ein stattlicher Vierkanter aus dem 19. Jahrhundert mit älterer Substanz und einer historistischer Fassade. Das Gebäude wurde 2004/2005 teilweise abgerissen und zum Gemeindeamt umgebaut.                           | BDA-Hist.: Q38107365 Status: § 2a Stand der BDA-Liste: 2025-06-30 Name: Bauernhof (Anlage), ehem. Kirchenwirt GstNr.: 18/2                                              |
| ja   | Datei hochladen | Pfarrhof HERIS-ID: 31495 Objekt-ID: 28461                                          | Pfarrhofstraße 5 Standort KG: Viehdorf | Ein zweigeschoßiger Bau aus dem Jahr 1611 mit Walmdach, der 1913 umgebaut wurde. | BDA-Hist.: Q37942642 Status: § 2a Stand der BDA-Liste: 2025-06-30 Name: Pfarrhof GstNr.: 26                                                                             |
| ja   | Datei hochladen | Kath. Pfarrkirche hll. Petrus und Paulus HERIS-ID: 31494 Objekt-ID: 28460          | Viehdorf Standort KG: Viehdorf         | Eine barocke Saalkirche aus dem Anfang des 17. Jahrhunderts, die 1749 und 1965/66 umgebaut wurde. | BDA-Hist.: Q37942631 Status: § 2a Stand der BDA-Liste: 2025-06-30 Name: Kath. Pfarrkirche hll. Petrus und Paulus GstNr.: 36 Pfarrkirche hll. Petrus und Paulus Viehdorf |